# Килский университет
Килский университет, университет Кила (англ. Keele University) — университетский кампус рядом с городом Ньюкасл-андер-Лаймом в Стаффордшире, Англия.
Основан в 1949 году как университетский колледж Северного Стаффордшира. Получил статус университета в 1969 году.
С 9 февраля 2012 года руководитель Университета (канцлер) — эколог Джонатан Поррит.